# Flying Scotsman
Flying Scotsman è una relazione ferroviaria operante nel Regno Unito; il nome venne inizialmente adottato, in via non ufficiale, nel 1862 per il principale espresso diurno tra Londra King's Cross ed Edimburgo Waverley.

## La storia

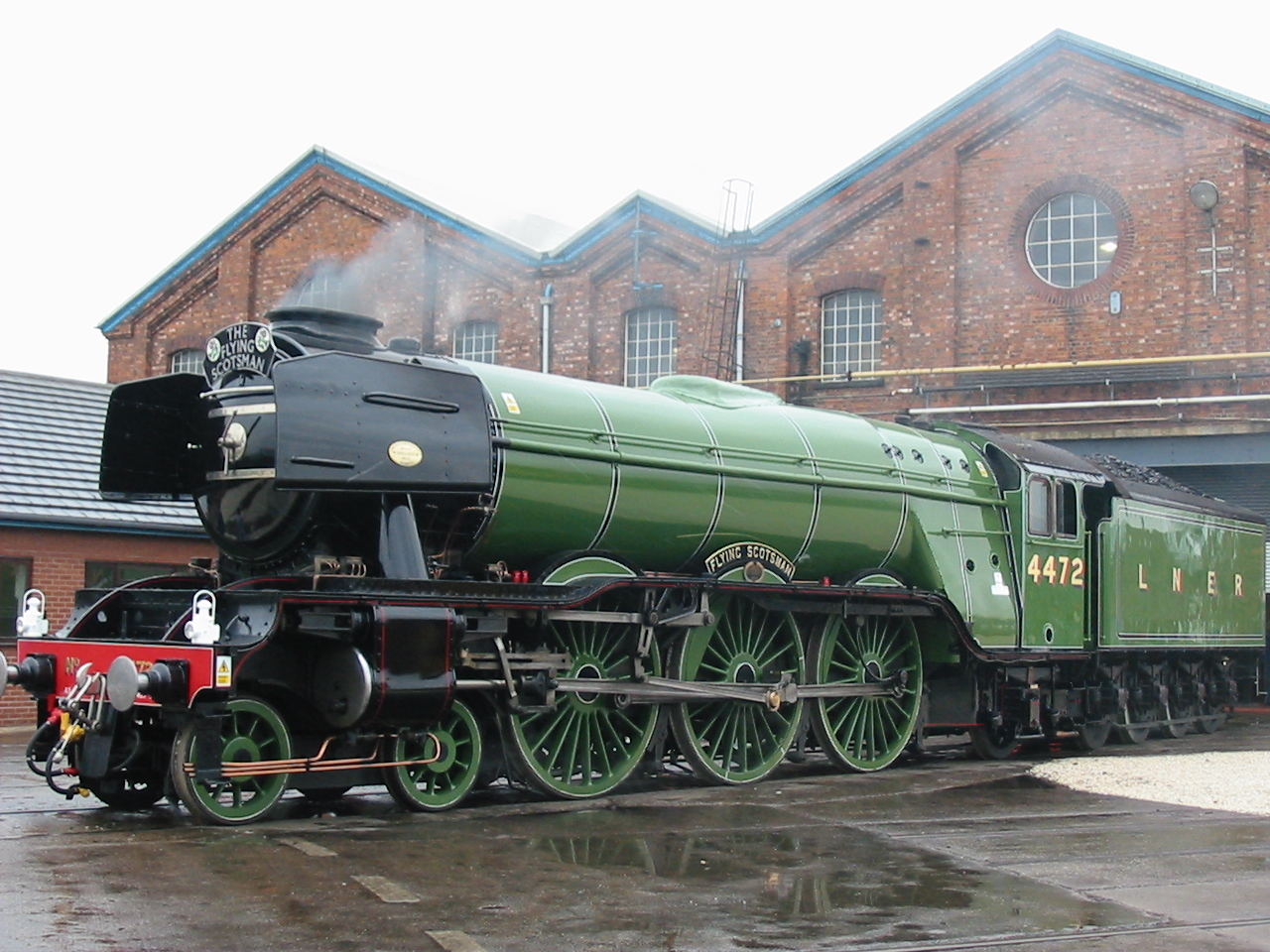
Locomotiva storica Flying Scotsman #4472

Dal 1923 il nome è stato adottato ufficialmente dalla LNER ed è ancora in uso. Dal 1927 il Flying Scotsman viaggiava senza fermate intermedie tra Londra e Newcastle e dal 1928 senza fermate intermedie tra i due capolinea; per permettere il cambio del personale durante il viaggio la locomotiva venne dotata di tender con intercomunicanti.
Le locomotive titolari del servizio erano le Pacific Flying Scotsman #4472 e Royal Lancer #4476 domiciliate a Londra e le Gladiator #2569, Harvester #2573 e Shothover #2580, domiciliate a Edimburgo.
Negli anni cinquanta la dieselizzazione della costa orientale spodestò le leggendarie Pacific e le Deltic classe 55 delle British Rail divennero titolari del servizio, fino ai primi anni ottanta quando queste macchine vennero accantonate.
Dal 1991 la trazione è elettrica e attualmente il servizio è affidato alla classe 225 Intercity Mallard della compagnia East Coast, mantenendo gli orari di partenza tradizionali: da Londra alle ore 10.00 e da Edimburgo alle 13.00.

## Tempi di percorrenza
Il Flying Scotsman è sempre stata una delle relazioni con la velocità commerciale più alta nel Regno Unito. La distanza di 392 3/4 miglia o 628 km veniva coperta in 8h 15' nel 1901, 8h 8' nel 1927, 7h nel 1937 e 3h 59' nel 1991.